# 65e cérémonie des Tony Awards
La 65e cérémonie des Tony Awards a eu lieu le 12 juin 2011 au Beacon Theatre de New York et a été retransmise en direct à la télévision sur CBS. La cérémonie récompensait les productions de Broadway en cours pendant la saison 2010-2011 et à l'affiche avant le 28 avril 2011.

## Cérémonie
Neil Patrick Harris a présenté la cérémonie. C'était la deuxième fois qu'il animait l'évènement. La cérémonie a pris place dans le Beacon Theatre pour la première fois, mettant fin à quarante années où l'évènement se déroulait dans le Radio City Music Hall. En plus de sa diffusion en direct sur CBS, la cérémonie a été retransmise sur Times Square.

### Présentateurs
Lors de la soirée, plusieurs personnalités se sont relayées pour annoncer les noms des gagnants dont Daniel Radcliffe, Catherine Zeta-Jones, Whoopi Goldberg, Chris Rock, Alec Baldwin, Samuel L. Jackson, Kelsey Grammer, Viola Davis, John Leguizamo, Vanessa Redgrave, James Earl Jones, Harry Connick, Jr., Christie Brinkley, David Hyde Pierce, Marg Helgenberger, Matthew Broderick, Angela Lansbury, Jim Parsons, Robert Morse, Joel Grey, Patrick Wilson, Brooke Shields et Robin Williams,.

### Prestations
La soirée a été ouverte par un numéro, mené par Neil Patrick Harris, intitulé "not just for gays anymore". La chanson fut écrite pour l'occasion par David Javerbaum et Adam Schlesinger. Harris et Hugh Jackman ont interprété au cours de la soirée un autre numéro comique et la cérémonie fut clôturée par un rap d'Harris, résumant la soirée passée.
Parmi les comédies musicales représentées sur scène au cours de la soirée ; Arrête-moi si tu peux avec Norbert Leo Butz et Aaron Tveit, Sister Act avec Patina Miller, The Book of Mormon avec Andrew Rannells, The Scottsboro Boys avec Joshua Henry, Anything Goes avec Sutton Foster et How to Succeed in Business Without Really Trying avec Daniel Radcliffe et John Laroquette. Les troupes de Memphis, Spider-Man: Turn Off the Dark, Priscilla, folle du désert, la comédie musicale et Company sont également venues se produire sur scène.

## Palmarès
Les nommés ont été annoncés le 3 mai 2011.
| Meilleure pièce | Meilleure comédie musicale |
| --- | --- |
| - War Horse – Nick Stafford (en) - Good People – David Lindsay-Abaire - Jerusalem – Jez Butterworth - The Motherfucker With the Hat – Stephen Adly Guirgis | - The Book of Mormon - Arrête-moi si tu peux - The Scottsboro Boys - Sister Act |
| Meilleure reprise d'une pièce | Meilleure reprise d'une comédie musicale |
| - The Normal Heart - Arcadia - L'Importance d'être Constant - Le Marchand de Venise | - Anything Goes - How to Succeed in Business Without Really Trying |
| Meilleur acteur dans une pièce | Meilleure actrice dans une pièce |
| - Mark Rylance – Jerusalem dans le rôle de Johnny "Rooster" Byron - Brian Bedford – L'Importance d'être Constant dans le rôle de Lady Bracknell - Bobby Cannavale – The Motherfucker With the Hat dans le rôle de Jackie - Joe Mantello – The Normal Heart dans le rôle de Ned Weeks - Al Pacino – Le Marchand de Venise dans le rôle de Shylock                                | - Frances McDormand – Good People dans le rôle de Margie Walsh - Nina Arianda – Comment l'esprit vient aux femmes dans le rôle de Emma 'Billie' Dawn - Lily Rabe – Le Marchand de Venise dans le rôle de Portia - Vanessa Redgrave – Miss Daisy et son chauffeur dans le rôle de Daisy Werthan - Hannah Yelland – Brève Rencontre dans le rôle de Laura Jesson                                             |
| Meilleur acteur dans une comédie musicale | Meilleure actrice dans une comédie musicale |
| - Norbert Leo Butz – Arrête-moi si tu peux dans le rôle de Carl Hanratty - Josh Gad – The Book of Mormon dans le rôle de Elder Cunningham - Joshua Henry – The Scottsboro Boys dans le rôle de Haywood Patterson - Andrew Rannells – The Book of Mormon dans le rôle de Elder Price - Tony Sheldon – Priscilla, folle du désert, la comédie musicale dans le rôle de Bernadette | - Sutton Foster – Anything Goes dans le rôle de Reno Sweeney - Beth Leavel – Baby It's You! dans le rôle de Florence Greenberg - Patina Miller – Sister Act dans le rôle de Deloris Van Cartier - Donna Murphy – The People in the Picture dans le rôle de Bubbie/Raisel |
| Meilleur acteur de second rôle dans une pièce | Meilleure actrice de second rôle dans une pièce |
| - John Benjamin Hickey – The Normal Heart dans le rôle de Felix Turner - Mackenzie Crook – Jerusalem dans le rôle de Ginger - Billy Crudup – Arcadia dans le rôle de Bernard Nightingale - Arian Moayed – Bengal Tiger at the Baghdad Zoo dans le rôle de Musa - Yul Vázquez – The Motherfucker with the Hat dans le rôle de Cousin Julio                                       | - Ellen Barkin – The Normal Heart dans le rôle de Dr. Emma Brookner - Edie Falco – The House of Blue Leaves dans le rôle de Bananas - Judith Light – Lombardi dans le rôle de Marie Lombardi - Joanna Lumley – La Bête dans le rôle de la princesse - Elizabeth Rodriguez – The Motherfucker with the Hat dans le rôle de Veronica                                                                         |
| Meilleur acteur de second rôle dans une comédie musicale | Meilleure actrice de second rôle dans une comédie musicale |
| - John Larroquette – How to Succeed in Business Without Really Trying dans le rôle de J.B. Biggley - Colman Domingo – The Scottsboro Boys dans le rôle de Mr. Bones - Adam Godley – Anything Goes dans le rôle de Lord Evelyn Oakleigh - Forrest McClendon – The Scottsboro Boys dans le rôle de Mr. Tambo - Rory O'Malley – The Book of Mormon dans le rôle de Elder McKinely  | - Nikki M James – The Book of Mormon dans le rôle de Nabulungi Hatimbi - Laura Benanti – Women on the Verge of a Nervous Breakdown dans le rôle de Candela - Tammy Blanchard – How to Succeed in Business Without Really Trying dans le rôle de Hedy La Rue - Victoria Clark – Sister Act dans le rôle de Mother Superior - Patti LuPone – Women on the Verge of a Nervous Breakdown dans le rôle de Lucia |
| Meilleur livret de comédie musicale | Meilleure partition originale |
| - Trey Parker, Robert Lopez et Matt Stone – The Book of Mormon - Alex Timbers – Bloody Bloody Andrew Jackson - David Thompson – The Scottsboro Boys - Cheri Steinkellner, Bill Steinkellner et Douglas Carter Beane – Sister Act | - The Book of Mormon – Trey Parker, Robert Lopez et Matt Stone (musique et paroles) - The Scottsboro Boys – John Kander et Fred Ebb (musique et paroles) - Sister Act – Alan Menken (musique) et Glenn Slater (paroles) - Women on the Verge of a Nervous Breakdown – David Yazbek (musique et paroles) |
| Meilleurs décors pour une pièce | Meilleurs décors pour une comédie musicale |
| - Rae Smith – War Horse - Todd Rosenthal – The Motherfucker With the Hat - Ultz – Jerusalem - Mark Wendland – Le Marchand de Venise | - Scott Pask – The Book of Mormon - Beowulf Boritt – The Scottsboro Boys - Derek McLane – Anything Goes - Donyale Werle – Bloody Bloody Andrew Jackson |
| Meilleurs costumes pour une pièce | Meilleurs costumes pour une comédie musicale |
| - Desmond Heeley – L'Importance d'être Constant - Jess Goldstein – Le Marchand de Venise - Mark Thompson – La Bête - Catherine Zuber – Comment l'esprit vient aux femmes | - Tim Chappel et Lizzy Gardiner – Priscilla, folle du désert, la comédie musicale - Martin Pakledinaz – Anything Goes - Ann Roth – The Book of Mormon - Catherine Zuber – How to Succeed in Business Without Really Trying |
| Meilleures lumières pour une pièce | Meilleures lumières pour une comédie musicale |
| - Paule Constable – War Horse - David Lander – Bengal Tiger at the Baghdad Zoo - Kenneth Posner – Le Marchand de Venise - Mimi Jordan Sherin – Jerusalem | - Brian MacDevitt – The Book of Mormon - Ken Billington – The Scottsboro Boys - Howell Binkley – How to Succeed in Business Without Really Trying - Peter Kaczorowski – Anything Goes |
| Meilleur son pour une pièce | Meilleur son pour une comédie musicale |
| - Christopher Shutt – War Horse - Acme Sound Partners et Cricket S. Myers – Bengal Tiger at the Baghdad Zoo - Simon Baker – Brève Rencontre - Ian Dickinson for Autograph – Jerusalem | - Brian Ronan – The Book of Mormon - Peter Hylenski – The Scottsboro Boys - Steve Canyon Kennedy – Arrête-moi si tu peux - Brian Ronan – Anything Goes |
| Meilleure mise en scène pour une pièce | Meilleure mise en scène pour une comédie musicale |
| - Marianne Elliott et Tom Morris – War Horse - Joel Grey et George C. Wolfe – The Normal Heart - Anna D. Shapiro – The Motherfucker With the Hat - Daniel J. Sullivan – Le Marchand de Venise | - Casey Nicholaw et Trey Parker – The Book of Mormon - Rob Ashford – How to Succeed in Business Without Really Trying - Kathleen Marshall – Anything Goes - Susan Stroman – The Scottsboro Boys |
| Meilleure chorégraphie | Meilleure orchestration |
| - Kathleen Marshall – Anything Goes - Rob Ashford – How to Succeed in Business Without Really Trying - Casey Nicholaw – The Book of Mormon - Susan Stroman – The Scottsboro Boys | - Larry Hochman et Stephen Oremus – The Book of Mormon - Doug Besterman – How to Succeed in Business Without Really Trying - Larry Hochman – The Scottsboro Boys - Marc Shaiman et Larry Blank – Arrête-moi si tu peux |

## Récompenses et nominations multiples

### Nominations multiples
- 14: The Book of Mormon
- 12: The Scottsboro Boys
- 9: Anything Goes
- 8: How to Succeed in Business Without Really Trying
- 7: Le Marchand de Venise
- 6: Jerusalem et The Motherfucker With the Hat
- 5: The Normal Heart, Sister Act et War Horse
- 4: Arrête-moi si tu peux
- 3: Bengal Tiger at the Baghdad Zoo, L'Importance d'être Constant et Women on the Verge of a Nervous Breakdown
- 2: Arcadia, Bloody Bloody Andrew Jackson, Comment l'esprit vient aux femmes, Brève Rencontre, Good People, La Bête et Priscilla, folle du désert, la comédie musicale

### Récompenses multiples
- 9: The Book of Mormon
- 5: War Horse
- 3: Anything Goes et The Normal Heart

## Autres récompenses
Le prix Tony Honors for Excellence in the Theatre a été décerné au dresseur animalier Bill Berloni, The Drama Book Shop, Sharon Jensen et l'Alliance for Inclusion in the Arts. Le Special Tony Award pour l'ensemble de sa carrière a été décerné à Athol Fugard et Philip J. Smith, président de la Shubert Organization. Eve Ensler a reçu le prix Isabelle Stevenson Award pour la fondation du mouvement V-Day et le Special Tony Award a été remis à Handspring Puppet Company. Le Regional Theatre Tony Award a été décerné à la Lookingglass Theatre Company.